# Athlétisme aux Jeux méditerranéens de 1951
Navigation
Les compétitions d'athlétisme des Jeux méditerranéens de 1951 se sont déroulées à Alexandrie, en Égypte.

## Résultats

### Hommes
| Épreuves          | Or                                                                                          | Argent                                                                                 | Bronze                                                                    |
| ----------------- | ------------------------------------------------------------------------------------------- | -------------------------------------------------------------------------------------- | ------------------------------------------------------------------------- |
| 100 m             | Stefanos Petrakis 10 s 9                                                                    | Mauro Frizzoni 11 s 2                                                                  | Wolfango Montanari 10 s 2                                                 |
| 200 m             | Antonio Siddi 22 s 0                                                                        | Jacques Degats 22 s 1                                                                  | Wolfango Montanari 22 s 1                                                 |
| 400 m             | Jacques Degats 47 s 8                                                                       | Antonio Siddi 47 s 9                                                                   | Zvonimir Sabolović 48 s 6                                                 |
| 800 m             | Patrick El Mabrouk 1 min 50 s 9                                                             | Michel Clare 1 min 54 s 2                                                              | Ekrem Koçak 1 min 54 s 7                                                  |
| 1 500 m           | Patrick El Mabrouk 3 min 55 s 8                                                             | Cahit Önel 3 min 56 s 9                                                                | Zdravko Ceraj 4 min 01 s 5                                                |
| 5 000 m           | Alain Mimoun 14 min 38 s 3                                                                  | Zdravko Ceraj 15 min 05 s 2                                                            | Stefan Pavlović 15 min 05 s 5                                             |
| 10 000 m          | Alain Mimoun 31 min 07 s 9                                                                  | Franjo Mihalić 31 min 42 s 8                                                           | Mustafa Özcan 34 min 27 s 5                                               |
| Marathon          | Ahmet Aytar 3 h 07 min 25 s                                                                 | Athanasios Ragazos 3 h 21 min 32 s                                                     | Mohamed Omran 3 h 29 min 34 s                                             |
| 110 m haies       | Jean-François Brisson 15 s 5                                                                | Ioannis Kampadelis 15 s 8                                                              | Mustafa Batman 15 s 8                                                     |
| 400 m haies       | Armando Filiput 53 s 8                                                                      | Dogan Acarbay 55 s 1                                                                   | Igor Zupančič 55 s 4                                                      |
| 3 000 m steeple   | Božidar Djurašković 9 min 36 s 5                                                            | Petar Šegedin 9 min 39 s 2                                                             | Mustafa Özcan 9 min 44 s 9                                                |
| 4 × 100 m         | Italie Wolfango Montanari Franco Leccese Antonio Siddi Mauro Frizzoni 42 s 4                | Grèce 43 s 5                                                                           | Yougoslavie Marko Račić Zvonko Sabolović Boris Brandl Petar Pecelj 43 s 9 |
| 4 × 400 m         | France Jacques Degats Jean-Paul Martin-du-Gard Michel Clare Patrick El Mabrouk 3 min 19 s 5 | Yougoslavie Igor Zupančič Andrija Otenhajmer Marko Račić Zvonko Sabolović 3 min 23 s 9 | Turquie 3 min 25 s 5                                                      |
| 10 000 m marche   | Giuseppe Dordoni 51 min 39 s 6                                                              | Athanasios Aposporis 54 min 28 s 0                                                     | Wahid Salah 64 min 20 s 9                                                 |
| Saut en longueur  | Boris Brnad 7,28 m                                                                          | Dimitrios Kipuros 6,96 m                                                               | Avni Akgün 6,85 m                                                         |
| Triple saut       | Akin Altiok 14,15 m                                                                         | Victor Sillon 14,13 m                                                                  | Fawzi Shaban 14,09 m                                                      |
| Saut en hauteur   | Georges Damitio 2,00 m                                                                      | Papa Gallo Thiam 1,90 m                                                                | Mihajlo Dimitrijevic 1,80 m                                               |
| Saut à la perche  | Victor Sillon 4,00 m                                                                        | Rígas Efstathiádis 4,00 m                                                              | Theodoros Balafas 3,90 m                                                  |
| Lancer du poids   | Konstantinos Yataganas 15,03 m                                                              | Angiolo Profeti 15,02 m                                                                | Nuri Turan 14,61 m                                                        |
| Lancer du disque  | Giuseppe Tosi 48,49 m                                                                       | Nikólaos Sýllas 46,07 m                                                                | Konstantinos Yataganas 43,18 m                                            |
| Lancer du marteau | Teseo Taddia 52,33 m                                                                        | Ivan Gubijan 51,91 m                                                                   | Rudolf Galin 50,43 m                                                      |
| Lancer du javelot | Branko Dangubić 65,82 m                                                                     | Halil Ziraman 63,62 m                                                                  | Vassilios Kallimanis 59,57 m                                              |
| Décathlon         | Fotis Kosmas 5 135 pts                                                                      | Lorenzo Vecchiutti 5 001 pts                                                           | Rashid Khadr 4 798 pts                                                    |

### Femmes
- Pas d'épreuves féminines

## Tableau des médailles
| Rang | Nation      | Or | Argent | Bronze | Total |
| ---- | ----------- | -- | ------ | ------ | ----- |
| 1    | France      | 9  | 4      | 0      | 13    |
| 2    | Italie      | 6  | 4      | 2      | 12    |
| 3    | Grèce       | 3  | 7      | 3      | 13    |
| 4    | Yougoslavie | 3  | 5      | 7      | 15    |
| 5    | Turquie     | 2  | 3      | 7      | 12    |
| 6    | Égypte      | 0  | 0      | 4      | 4     |